# Gaetano Nava
Gaetano Nava (Milà (Llombardia), 16 de maig, 1802 - Idem. 31 de març, 1875), va ser un compositor i professor italià.

## Biografia
Va començar els estudis musicals sota la direcció del seu pare, el compositor Antonio Nava, perfeccionant-se posteriorment amb l'organista L. Marchesi i després amb Francesco Pollini, Francesco Almasio i G. Rotondi. El 1817 va ser admès a l'Institut Musical de Milà on va estudiar cant, harmonia i composició amb Ferdinando Orlandi, Giovanni Piantanida i Vincenzo Federici fins al 1824.
L'any 1837 esdevingué professor de cant i harmonia al Conservatori de Milà, obtenint la càtedra deixada vacant per la mort de Vincenzo Lavigna.
Entre les seves nombroses publicacions educatives recordem el famós "Mètode Pràctic" de la vocalització i alguns manuals de solfeig i exercicis de cant. També va compondre música sacra, música de cambra (incloent un Nocturn per a arpa i harmoniflauta, peces per a piano i veu. Les seves composicions van ser publicades per les editorials Ricordi, Lucca i Conti.
Entre els seus alumnes més coneguts hi havia Charles Santley, de 1855.